# John M. Richardson
Pour les articles homonymes, voir John Richardson et Richardson.
L'Admiral John Michael Richardson, né à Petersburg (Virginie) le 8 avril 1960, est un officier général de l'United States Navy, chef des opérations navales, c'est-à-dire commandant en chef de la marine américaine de 2015 à 2019.

## Biographie
L'amiral Richardson a suivi le cursus de l'Académie navale d'Annapolis dont il a été diplômé en 1982 d'un Bachelor of Science en physique,. Il a également reçu un master’s degrees du Massachusetts Institute of Technology en génie électrique et des diplômes de l'Institut océanographique de Woods Hole et un sanctionnant du cours de stratégies en sécurité nationale du National War College.
Ses affectations en mer ont inclus les sous-marins USS Parche (SSN-683), George C. Marshall (SSBN-654) et Salt Lake City (SSN-716). Il a également commandé le Honolulu (SSN-718) lorsqu'il était basé à Pearl Harbor.
Avant de servir comme commandant en second de la sixième flotte et comme chef d'état-major des forces navales en Europe et en Afrique, Richardson fut commandant du Submarine Development Squadron 12, du Submarine Group 8 puis du Submarine Allied Naval Forces South. Du 2 novembre 2012 au 14 août 2015, il a dirigé le Naval Nuclear Propulsion Program.
Son audition pour devenir chef des opérations navales a eu lieu le 30 juillet 2015 par le Comité des forces armées du Sénat. Le mercredi 5 août 2015, il a été confirmé à ce poste par le Sénat,. Il a officiellement été investi de cette fonction le 18 septembre 2015 en remplacement de l'amiral Jonathan Greenert. Il a pris sa retraite en 2019.

## Distinctions
|                       |                                                   |                                                       |  |
| Gold star             | Bronze oak leaf cluster · Bronze oak leaf cluster | Gold star · Gold star · Gold star                     |  |
| Gold star · Gold star | Gold star · Gold star · Gold star                 | Gold star                                             |  |
|                       | Bronze star                                       |                                                       |  |
|                       |                                                   |                                                       |  |
| Bronze star           |                                                   | Bronze star · Bronze star · Bronze star · Bronze star |  |
|                       |                                                   |                                                       |  |
|                       |                                                   |                                                       |  |

| Insigne Submarine Warfare                                       |                                                                |                                                                      |                                                                  |
| 1re ligne                                                       | Navy Distinguished Service Medal avec une award star en or     | Defense Superior Service Medal avec deux feuilles de chêne en bronze | Legion of Merit avec deux award star en or                       |
| 2e ligne                                                        | Meritorious Service Medal avec deux award star en or           | Navy Commendation Medal avec trois award star en or                  | Navy Achievement Medal avec un award star en or                  |
| 3e ligne                                                        | Presidential Unit Citation                                     | Joint Meritorious Unit Award                                         | Navy Unit Commendation avec une service star en bronze           |
| 4e ligne                                                        | Navy Meritorious Unit Commendation                             | Navy E Ribbon                                                        | Navy Expeditionary Medal                                         |
| 5e ligne                                                        | National Defense Service Medal avec une service star en bronze | Global War on Terrorism Service Medal                                | Sea Service Deployment Ribbon avec quatre service star en bronze |
| Insigne SSBN Deterrent Patrol en argent avec deux étoiles en or |                                                                |                                                                      |                                                                  |
| Insigne de commandement en mer                                  |                                                                |                                                                      |                                                                  |

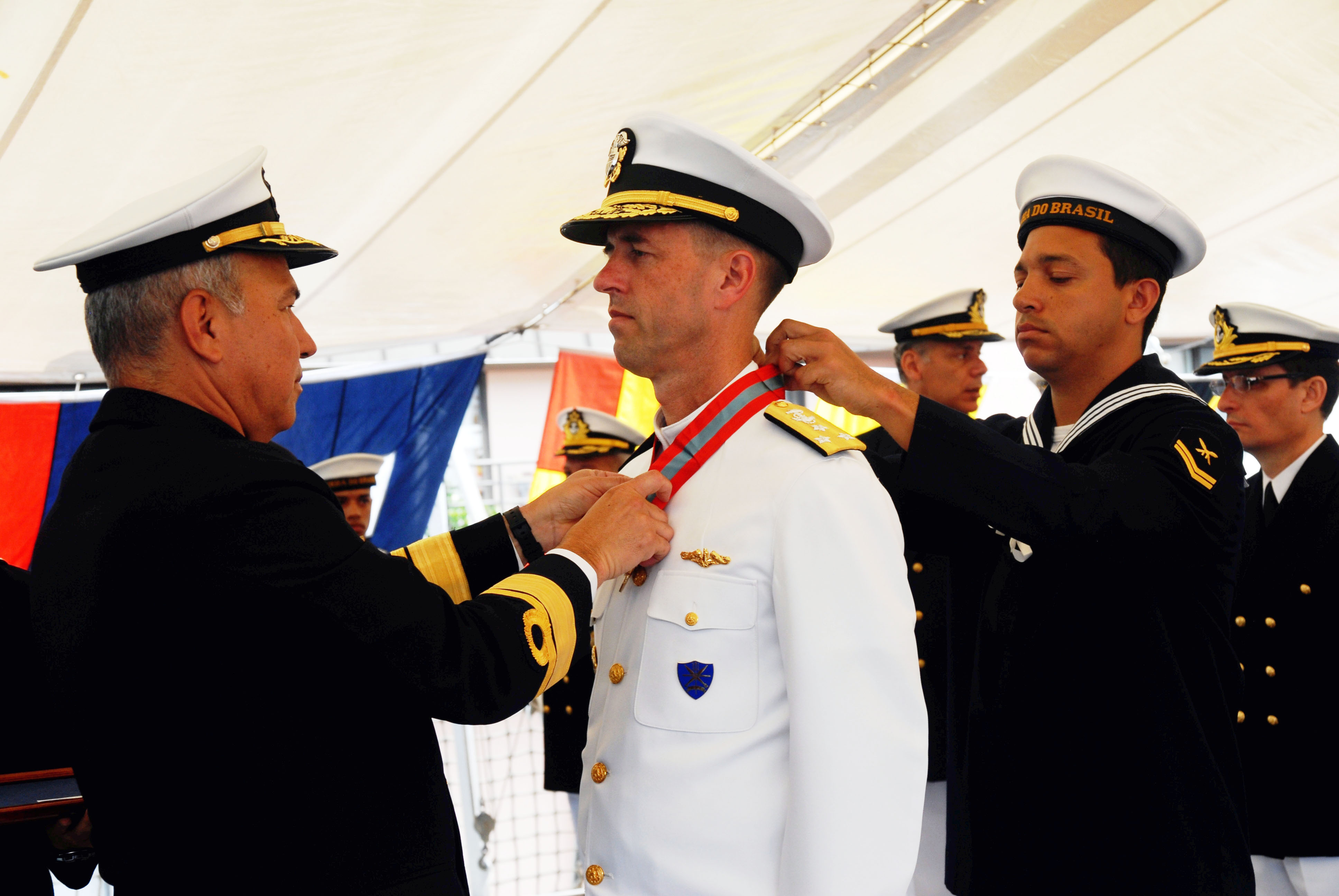
Richardson recevant les insignes de Commandeur de l'Ordre du mérite naval du Brésil le 11 juin 2012.

- Commandeur de l'Ordre du mérite naval du Brésil[6]